# Suito-to!
Suito-to! (すいとーと!) Es una serie de manga escrita e Ilustrada por Yui Okino. Comenzó su serialización el 29 de septiembre de 2019 y terminó en octubre de 2020 en la página web & aplicación Shōnen Jump+, de Shūeisha. Se encuentra disponible en español en la aplicación Manga Plus.

## Argumento
Momo Momose es una estudiante universitaria popular que esconde un secreto: es que es una chica glotona que ama comer todo tipo de comidas tradicionales japonesas. Sin embargo, para evitar las miradas de las otras personas, siempre sale a comer sola a los restaurantes. La historia comienza un día que Momose va a un restaurante, y se encuentra con una chica llamada Yuzu Shimizu, de su misma universidad, solo que un curso menor. Las dos entablan amistad y a partir de ahí, saldrán a comer juntas todos los domingos y disfrutar de distintos platos de comida tradicional japonesa de Fukuoka, su ciudad, mientras su relación se va desarrollando.

## Personajes
- Momo Momose:
Es la protagonista de la historia, ella es una chica realmente hermosa y muy popular en su universidad, quien siempre está comiendo dulces con sus amigas. La popularidad de Momose es tan alta que incluso tiene un club de Fans en la Universidad. Ama la comida, tanto así que con cada bocado que da, lo disfruta como si fuese el último. Parece sentir algo por Yuzu, después de que esta la besara al final de su primer encuentro.
- Yuzu Shimizu:
Coprotagonista de la historia, una chica con una expresión muy seria en su rostro, pero que a su vez es muy simpática. Yuzu tiene un gran conocimiento de los restaurantes a donde van ella y Momose, tanto como las comidas que ofrecen como la historia del establecimiento. Parece estar enamorada de Momose, ya que ella la besó por sorpresa luego de su primera cita. Estudia primero de Empresariales en la misma universidad de Momose.
- Datos: Q98644169